# لشکر ششم پیاده‌نظام (ورماخت)
لشکر ششم پیاده‌نظام (به آلمانی: 6. Infanterie-Division) یکی لشکرهای پیاده‌نظام رایشسور و ورماخت بود که در جنگ جهانی دوم به عملیات پرداخت.

## تشکیل
لشکر ششم پیاده‌نظام سال ۱۹۲۱ هنگام سازمان‌دهی رایشسور، در مونستر ایجاد شد. نیروهای آن عموماً از اهالی وستفالی بودند.

## تاریخچه عملیاتی

### فرانسه
لشکر ششم پیاده‌نظام به فرماندهی سرلشکر فن بیگلبن در سال ۱۹۴۰ در نبرد فرانسه حضور داشت.

### شوروی
لشکر ششم پیاده‌نظام به عنوان بخشی از ارتش نهم از گروه ارتش مرکز در تهاجم آلمان به شوروی در ماه ژوئن سال ۱۹۴۱ مشارکت نمود. پس از تجربه نبردهای سنگین، اواخر ماه نوامبر از رود لوگا در شمال مسکو گذر کرد. در شرایطی نامساعد و درحالیکه خط مقدمی به طول ۲۵ کیلومتر را حفظ می‌نمود، زیر ضد حمله زمستانه دشمن قرار گرفت. لشکر ششم پیاده‌نظام ضمن دفع چند تهاجم دشمن و تحمل تلفات سنگین، به تدریج به جانب غرب عقب نشست. دو و نیم سال آینده را با گروه ارتش مرکز در نبردهای دفاعی سپری کرد. ماه مارس سال ۱۹۴۲ در عقب‌نشینی ارتش نهم از منطقه محدب رژف حضور داشت و تحرک خود چند لشکر را از محاصره نجات داد. ماه ژوئیه سال ۱۹۴۳ به فرماندهی سرلشکر هورست گروسمن به عنوان بخشی از سپاه ۴۸ زرهی در نبرد کورسک به مبارزه پرداخت. مدتی درگیر نبرد دفاعی رود دنیپر بود. تهاجم تابستان سال ۱۹۴۴ شوروی گروه ارتش مرکز را منهدم و ضربه جدی به لشکر ششم پیاده‌نظام وارد کرد. بیشتر نیروهای لشکر با سپاه ۳۵ به محاصره افتادند و به همراه سرلشکر هانس-والتر هاینه، فرمانده لشکر تسلیم دشمن شدند.
فرماندهی عالی نیروی زمینی به کمک عناصر باقیمانده لشکر پاییز سال ۱۹۴۴ اقدام به ایجاد لشکر ششم فولکس‌گرندیر با ساختاری ضعیف نمود. لشکر جدید که چیزی بیش از یک گروه‌رزمی نبود، مجدداً به جبهه شرقی اعزام اما در کنار سایر یگان‌های آلمانی وادار به عقب‌نشینی در اراضی لهستان گشت. لشکر ششم فولکس‌گرندیر ماه دسامبر این سال در حوزه رود ویستولا حضور داشت. بقایای این لشکر به عنوان بخشی از گروه ارتش فیلدمارشال فردیناند شورنر، اواخر ماه آوریل سال ۱۹۴۵ در شرق پراگ به محاصره قوای دشمن افتادند و مدتی بعد خود را تسلیم ارتش سرخ کردند.

## سازمان
- هنگام بسیج در موج نخست در ۲۶ اوت سال ۱۹۳۹:[۳]
  - هنگ ۱۸ پیاده‌نظام
  - هنگ ۳۷ پیاده‌نظام
  - هنگ ۵۸ پیاده‌نظام
  - هنگ ۶ توپخانه
  - گردان ۱ هنگ ۴۲ توپخانه
  - یگان‌های ۶ پشتیبانی لشکر

ماه ژانویه سال ۱۹۴۰ گردان ۶ جایگزینی با جدا شدن از لشکر، گردان ۱ هنگ ۳۶۲ پیاده‌نظام از لشکر صد و نود و ششم پیاده‌نظام را ایجاد کرد. ماه فوریه گردان ۲ هنگ ۳۷ پیاده‌نظام به گردان ۳ هنگ ۵۰۳ پیاده‌نظام از لشکر دویست و نودم در موج هشتم بسیج بدل گشت. ماه دسامبر یک سوم از لشکر شامل ستاد، گردان ۳ هنگ ۱۸ پیاده‌نظام، گردان ۳ هنگ ۳۷ پیاده‌نظام و گردان ۳ هنگ ۵۸ پیاده‌نظام به لشکر صد و ششم پیاده‌نظام در موج دوازدهم بسیج انتقال یافتند و با یگان‌های دیگر جایگزین شدند.
- روز ۱ دسامبر سال ۱۹۴۱:[۵]
  - یگان ۶ نقشه‌برداری موتوریزه
  - هنگ ۱۸ پیاده‌نظام:
    - ۳ گردان پیاده‌نظام - هر یک:
      - ۳ گروهان پیاده‌نظام
      - ۱ گروهان مسلسل

    - ۱ گروهان توپ پیاده‌نظام
    - ۱ گروهان ضدتانک موتوریزه
    - ۱ ستون سبک تدارکات پیاده‌نظام

  - هنگ ۵۲ پیاده‌نظام:
    - همانند هنگ ۱۸ پیاده‌نظام

  - هنگ ۱۰۳ پیاده‌نظام:
    - همانند هنگ ۱۸ پیاده‌نظام

  - هنگ ۶ توپخانه:
    - آتشبار ستاد هنگ
    - ۳ گروهان توپخانه سبک - هر یک:
      - ۱ آتشبار ستاد
      - ۳ آتشبار سبک

    - گروهان ۱ هنگ ۴۲ توپخانه:
      - ۱ آتشبار ستاد
      - ۳ آتشبار سنگین

  - گردان ۶ ضدتانک:
    - ۱ دسته مخابرات موتوریزه
    - ۳ گروهان ضدتانک

  - گردان ۶ شناسایی:
    - ۱ دسته مخابرات بخشی‌موتوریزه
    - ۱ گروهان شناسایی سواره
    - ۱ گروهان شناسایی دوچرخه‌سوار
    - ۱ گروهان شناسایی موتوریزه
      - ۱ دسته توپ پیاده‌نظام
      - ۱ دسته خودروی زرهی
      - ۱ دسته ضدتانک

  - گردان ۶ مهندسی:
    - ۳ گروهان مهندسی

  - گردان ۶ مخابرات:
    - ۱ گروهان تلفن موتوریزه
    - ۱ گروهان رادیو موتوریزه
    - ۱ ستون تدارکات مخابرات موتوریزه

  - نیروهای ۶ تدارکات لشکر:
    - ۳ ستون تدارکات موتوریزه
    - ۶ ستون تدارکات
    - ۱ ستون سوخت موتوریزه
    - گروهان ۶ نگهداری
    - گروهان ۶ تدارکات
    - یگان ۶ نانوایی صحرایی
    - گروهان ۶ سلاخی
    - اداره ۶ لشکر
    - دسته ۱ گروهان ۶ بهداری
    - دسته ۲ گروهان ۶ بهداری موتوریزه
    - یگان ۶ بیمارستان صحرایی موتوریزه
    - دسته ۱ و ۲ گروهان ۶ آمبولانس
    - گروهان ۶ دامپزشکی
    - دفتر ۶ پست صحرایی
    - یگان ۶ پلیس نظامی

روز ۲ اکتبر سال ۱۹۴۳ فرمان به تبدیل لشکر به سازمان "نوع ۴۴" داد. بدین ترتیب گردان شناسایی لشکر به گردان فوسیلیر بدل شد. در این سازمان گردان ضدتانک شامل ۱ گروهان اشتورم‌گشوتس و ۱ گروهان ضدهوایی خودکششی بود.
این لشکر در روز ۶ ژوئن سال ۱۹۴۴ منهدم و روز ۱۸ ژوئیه منحل شد. بقایای این لشکر در کنار لشکر پانصد و پنجاه و دوم گرندیر، روز ۲۵ ژوئیه لشکر ششم گرندیر را تشکیل دادند.
لشکر ششم پیاده‌نظام مجدداً در روز ۱۰ مارس سال ۱۹۴۵ از بقایای لشکرهای درسدن و دویست و نود و یکم پیاده‌نظام شکل گرفت و شامل یگان‌های زیر بود:
- هنگ ۱۸ گرندیر
- هنگ ۳۷ گرندیر
- هنگ ۵۸ گرندیر
- گردان ۶ فوسیلیر
- هنگ ۶ توپخانه

## کتابشناسی
- Mitcham, Samuel (1985). Hitler's Legion: The German Army Oder Of Battle, World War II. Stein And Day. ISBN 0-8128-2992-1.
- Nafziger, George (2000). The German Order of Battle: Infantry In World War II. STACKPOLE BOOKS. ISBN 1-85367-393-5.